# 부여 부소산성 서복사지
부여 부소산성 서복사지(扶餘 扶蘇山城 西覆寺址)는 대한민국 충청남도 부여군 부여읍에 있는 백제시대의 서복사 절터이다. 2004년 4월 10일 충청남도의 기념물 제161호로 지정되었다.

## 개요
백제시대의 부소산 서남쪽 기슭에 위치하고 있는 이 절터는 궁원에 속한 기원사찰로 추정된다.
1980년에 실시된 발굴 조사에서 중문지·탑지·금당지가 남북일직선상에 있는 절의 건물 배치 방식을 확인하였으며 정교한 축석 및 판축으로 조성된 기단이 노출되었다. 또한 흙으로 구운 소조불상·연화문 수막새·벽화편 등이 출토되었다.

## 참고 자료
- 부여부소산성서복사지 - 국가유산청 국가유산포털